# ショッピングセンターメッセ

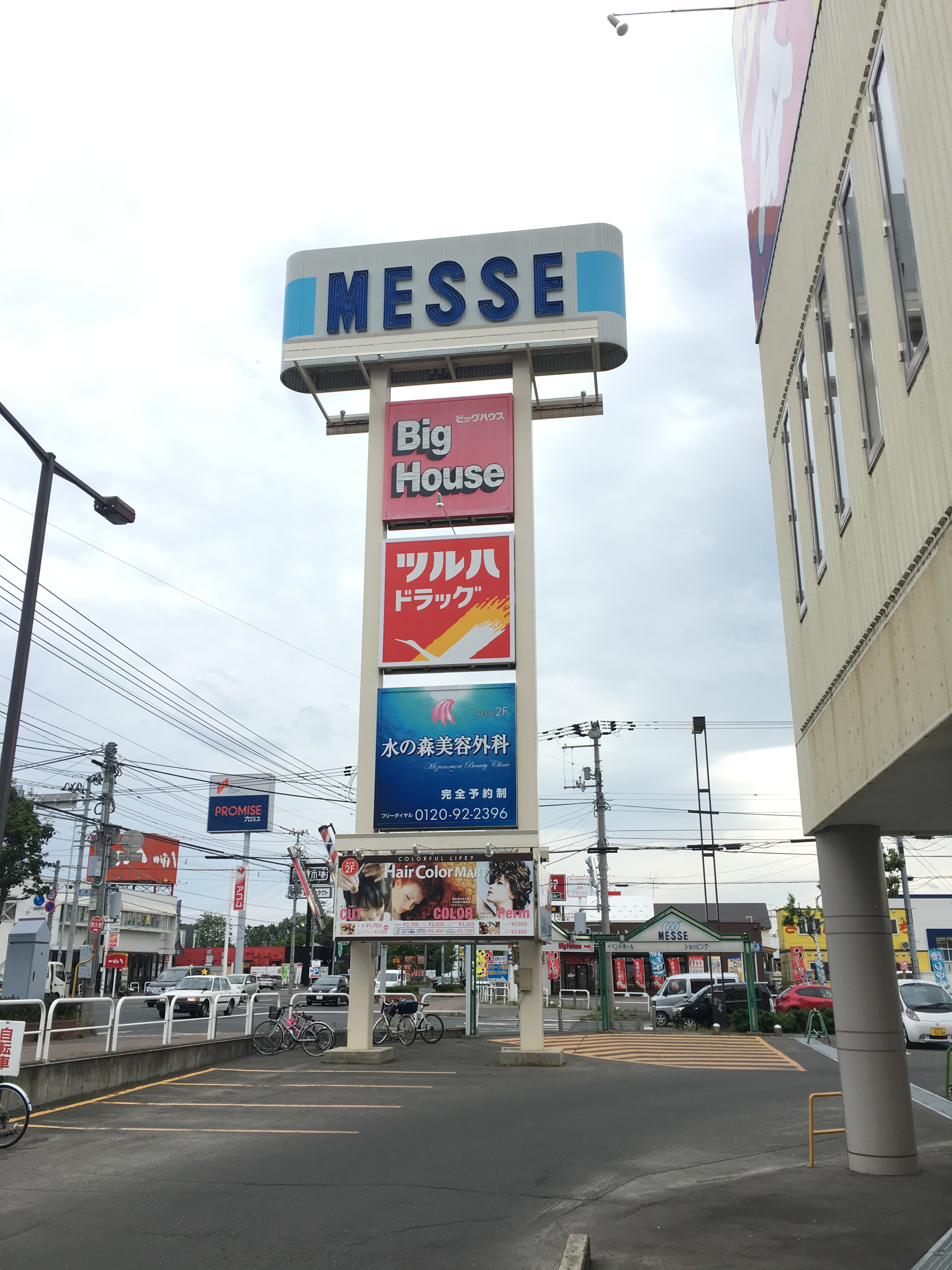
ポールサイン（2019年6月）

ショッピングセンターメッセ（Shopping Center Messe）は、北海道北見市にあるショッピングセンター。通称「北見メッセ」。

## 主なテナント

### Aゾーン（中央三輪5丁目）
- スーパーアークス[2]
- ツルハドラッグ
- Book Off・ひかりや書店
- メッセ専門店街
  - フィッシュランド
  - ドクターアイズ
  - プリティワンワン
  - セリア
  - 北見ふれあい健康塾（デイサービス）
  - 北見囲碁会館
  - 特定非営利活動法人（NPO法人）人材育成ネットワーク[3]
  - 花いち都屋
  - 三幸福祉カレッジ
  - 北洋銀行キャッシュコーナー
  - 北大学力増進会メッセ会場

### Bゾーン（東三輪4丁目）
- スーパースポーツゼビオ
- ゴルフパートナー
- なか卯
- さんぱち
- auショップ 三輪
- コインランドリー 洗濯館

### Cゾーン（東三輪4丁目）
- 北見メッセファッションモール
  - バースデイ
  - しまむら
  - アベイル
  - シャンブル

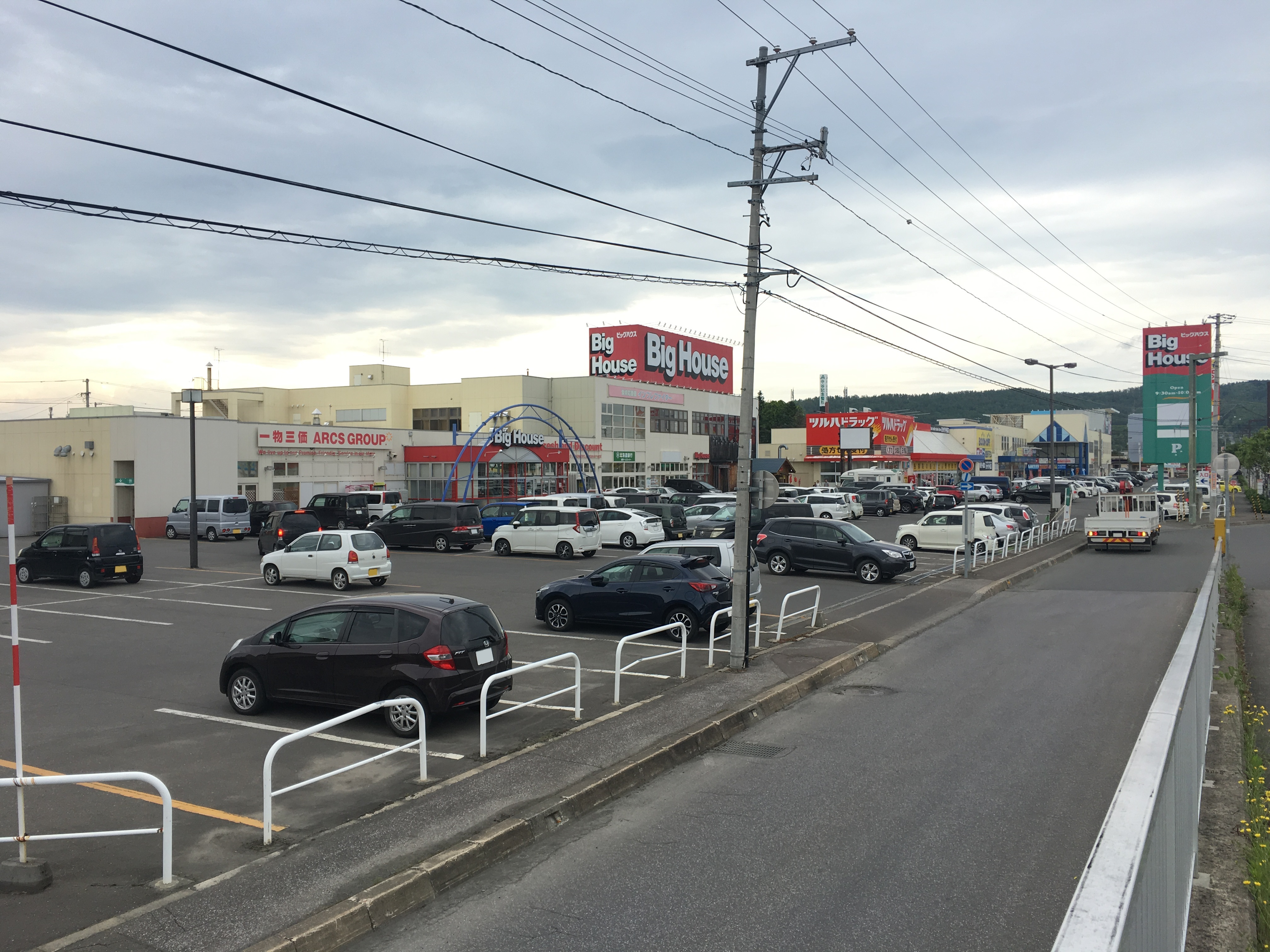
メッセAゾーン（2019年6月）
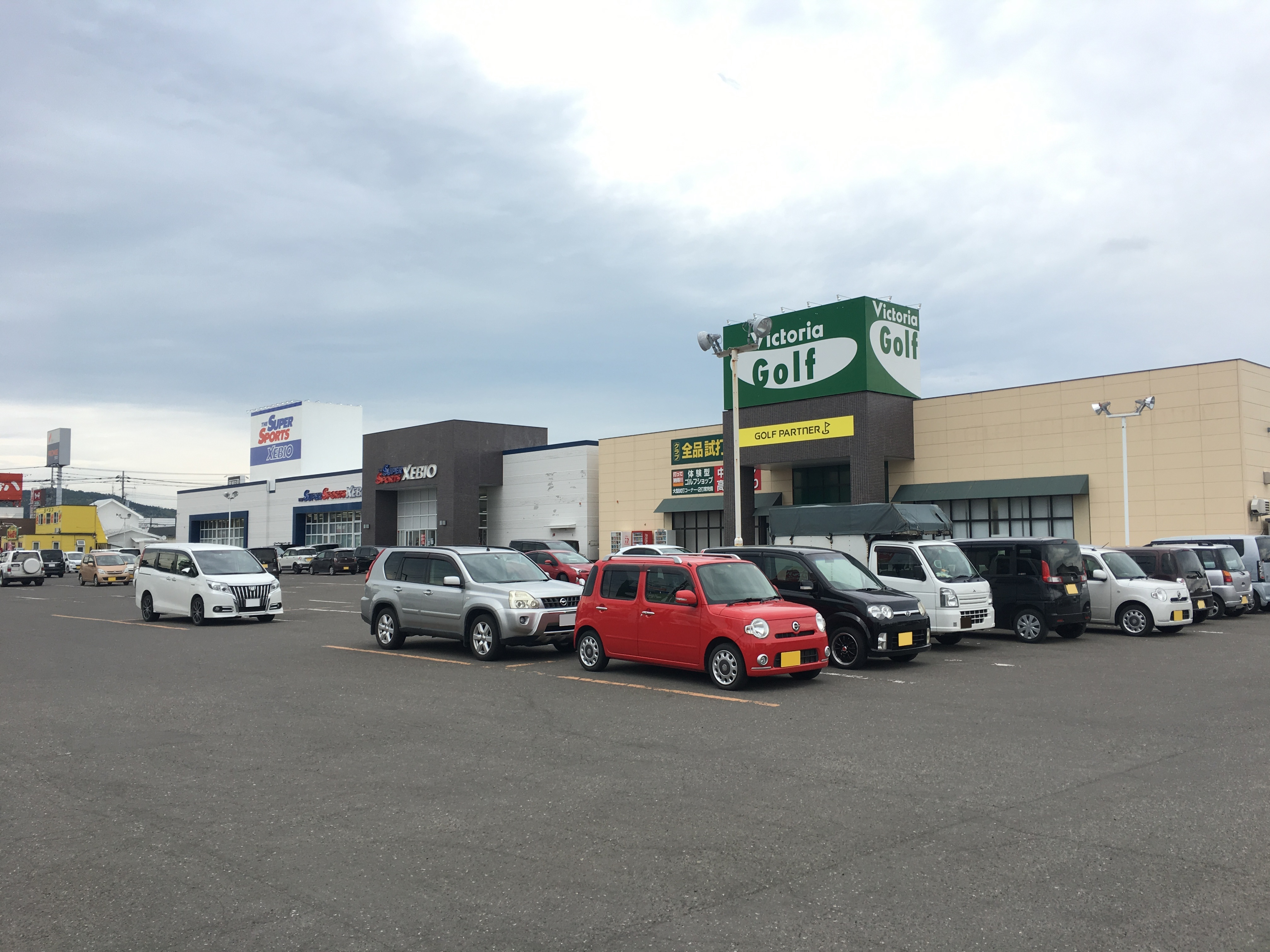
メッセBゾーン（2019年6月）
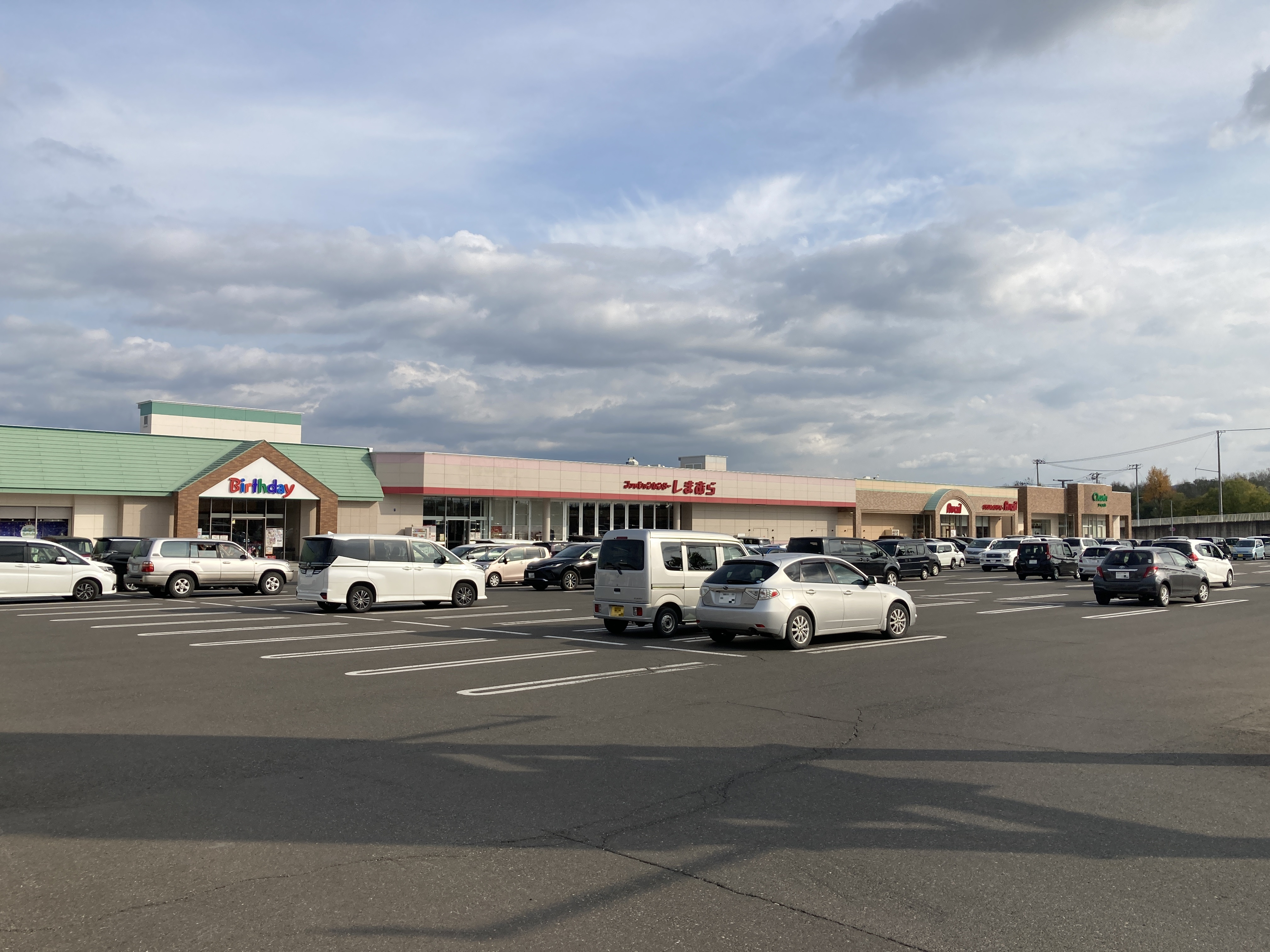
メッセCゾーン（2022年10月）

## アクセス
国道39号や南大通沿いに位置し、南岸通を挟んで店舗が立地している。
- 北海道北見バス
  - 「メッセ」バス停下車
  - 「三輪」バス停から徒歩約2分
- 北海道旅客鉄道（JR北海道）北見駅から車で約10分